# Кривошеев, Максим Владленович
Максим Владленович Кривошеев (род. 4 декабря 1961; Москва) — советский и российский актёр, чтец, музыкант, бард, исследователь авторской и фольклорной песни, лауреат 1-го конкурса имени Андрея Миронова (1991).

## Биография
Родился 4 декабря 1961 года в Москве. Несколько лет жил в Праге, где отец работал журналистом. Учился в театрально-литературном классе московской спецшколы № 232. В 1983 году окончил Высшее театральное училище им. Щепкина. С 1983 по 1984 год работал в Ногинском Драматическом театре, с 1984 по 1988 год работал в Московском театре имени Ленинского комсомола (ныне «Ленком»).
Участник радио- и телепередачи «В нашу гавань заходили корабли».
Отец — Кривошеев Владлен Михайлович (род. 1930) — журналист, кандидат экономических наук.  В 1968 году, работая собственным корреспондентом газеты «Известия» в Праге, отказался представлять в своих репортажах введение советских войск в Чехословакию в русле политики партии и правительства. После этого Кривошеевы были вынуждены вернуться в Москву.